# Ernst David Bergmann
Ernst David Bergmann (hebrejsky ארנסט דוד ברגמן, žil 18. října 1903 – 6. dubna 1975) byl izraelský jaderný vědec a chemik. Stál u zrodu izraelského jaderného programu a je označován za „otce izraelské bomby.“

## Biografie
Narodil se v Karlsruhe v Německém císařství (dnešní Německo) do rodiny rabína Judy Bergmanna. Vyrůstal v Berlíně, kde získal základní a středoškolské vzdělání. Pod vedením Wilhelma Schlenka pokračoval ve studiu na Berlínské univerzitě, kde roku 1927 získal doktorát a promoval summa cum laude. Po ukončení studií začal na univerzitě pracovat a společně se Schlenkem sepsal dílo Ausführliches Lehrbuch der Organischen Chemie (česky Podrobná učebnice organické chemie), které bylo ve dvou svazcích vydáno v letech 1932 a 1939. Kvůli tomu, že byl Žid, bylo jeho jméno při vydání druhého svazku v roce 1939 odstraněno z titulní strany.
Krátce po vzestupu nacismu odešel v roce 1933 do Londýna, kde začal spolupracovat s chemikem a sionistickým vůdcem Chajimem Weizmannem. Odmítl nabídku sira Roberta Robinsona na pozici na Oxfordské univerzitě a v lednu 1934 odcestoval do britské mandátní Palestiny, kde pracoval ve Výzkumném institutu Daniela Sieffa. Během druhé světové války pak pracoval na obranných projektech pro Francouze, Brity a Američany. Rok po válce se vrátil zpět do Sieffova institutu v Rechovotu, který byl roku 1949 na počest prvního izraelského prezidenta Chajima Weizmanna přejmenován na Weizmannův institut věd.
Během několika následujících let se Bergmann, který se stal slavným díky své práci a přátelství s Weizmannem, spřátelil s premiérem Davidem Ben Gurionem a byl jmenován do několika prominentních funkcí. V srpnu 1948 byl jmenován vedoucím vědeckého oddělení Izraelských obranných sil, 15. července 1951 se stal vědeckým poradcem ministra obrany a počátkem roku 1952 ředitelem výzkumu při divizi výzkumu a infrastruktury na ministerstvu obrany. V červnu 1952 jej premiér Ben Gurion jmenoval prvním předsedou Izraelské komise pro atomovou energii, kde ve své pozici sehrál klíčovou roli ve vedení izraelského jaderného programu ve spolupráci s Ben Gurionem a ministrem obrany Šimonem Peresem. Téhož roku se podílel na založení Izraelského institutu pro biologický výzkum.
V roce 1952 opustil Weizmannův institut věd a stal se předsedou oddělení organické chemie na Hebrejské univerzitě v Jeruzalémě a po dva následující roky přednášel na Technionu v Haifě, kde byl zároveň školitelem několika studentů. Ve stejné době skončilo Bergmannovo přátelství s Weizmannem, když se ovdovělý Bergmann oženil s Weizmannovou sekretářkou Chani Itinovou. Weizmannova manželka Věra byla blízkou přítelkyní Bergmannovy první ženy a nové manželství a zvěsti o milostné aféře vedly ke konci vzájemného přátelství.
Bergmannova práce pro Komisi pro atomovou energii byla opředena tajemství a samotná existence komise byla veřejnosti prozrazena až v roce 1954. V červnu 1964 nabídl Bergmann rezignaci po Ben Gurionově odchodu a nástupu nového premiéra Leviho Eškola, ale byl přesvědčen, aby ve své pozici setrval ještě dva roky. Na post předsedy komise a dva posty na ministerstvu obrany rezignoval 1. dubna 1966
Během svého života publikoval přes 500 recenzovaných vědeckých článků a zásadně přispěl na poli fluorové chemie.

## Ocenění
V roce 1960 byl Bergmann zvolen do Izraelské akademie věd a v roce 1968 mu byla udělena Izraelská cena v kategorii živé vědy.